# The Flight Attendant
The Flight Attendant, ou L'Agente de bord au Québec, est une série télévisée américaine en seize épisodes d'environ 45 minutes développée par Steve Yockey et diffusée entre le 18 novembre 2020 et le 26 mai 2022 sur le service HBO Max.
Il s'agit d'une adaptation du roman du même titre de Chris Bohjalian. Développée au départ pour être une mini-série, elle reçoit un accueil critique et public chaleureux, lui permettant de dépasser ce format et d'être nommée pour des récompenses prestigieuses, notamment aux Golden Globes où elle est nommée pour le prix de la meilleure série télévisée musicale ou comique.
Au Canada et au Québec, elle est diffusée en simultanée sur Crave en version originale sous-titrée et depuis le 28 janvier 2021 sur Super Écran en version française. En France et en Belgique, elle est diffusée depuis le 27 avril 2021 sur Warner TV et depuis le 8 février 2023 sur TF1, et en Suisse depuis le 6 juin 2022 sur RTS Un.

## Synopsis
Cassandra Bowden, une hôtesse de l'air, se réveille dans sa chambre d'hôtel à Bangkok, avec la gueule de bois et le corps décédé d'un homme avec qui elle a eu une aventure la veille. Effrayée à l'idée de devoir appeler la police, elle décide de continuer sa journée, comme si rien ne s'était passé. Néanmoins, une fois à New York, elle est questionnée par des agents du FBI. Ayant toujours du mal à se remémorer les événements, Cassandra commence à se demander si elle ne serait pas la tueuse…

## Distribution

### Acteurs principaux
- Kaley Cuoco (VF : Laura Préjean) : Cassandra « Cassie » Bowden
- Zosia Mamet (VF : Audrey Sourdive) : Annie Mouradian
- Rosie Perez (VF : Laurence Crouzet) : Megan Briscoe
- Griffin Matthews (VF : Baptiste Marc) : Shane Evans
- Deniz Akdeniz (VF : Jérémy Prévost) : Max Park (saison 2 - récurrent saison 1)
- Mo McRae (VF : Mike Fédée) : Benjamin Berry (saison 2)
- Callie Hernandez (VF : Victoria Grosbois) : Gabrielle Diaz (saison 2)
- Joseph Julian Soria (en) (VF : Enrique Carballido) : Esteban Diaz (saison 2)
- Cheryl Hines (VF : Véronique Desmadryl) : Dot Karlson (saison 2)

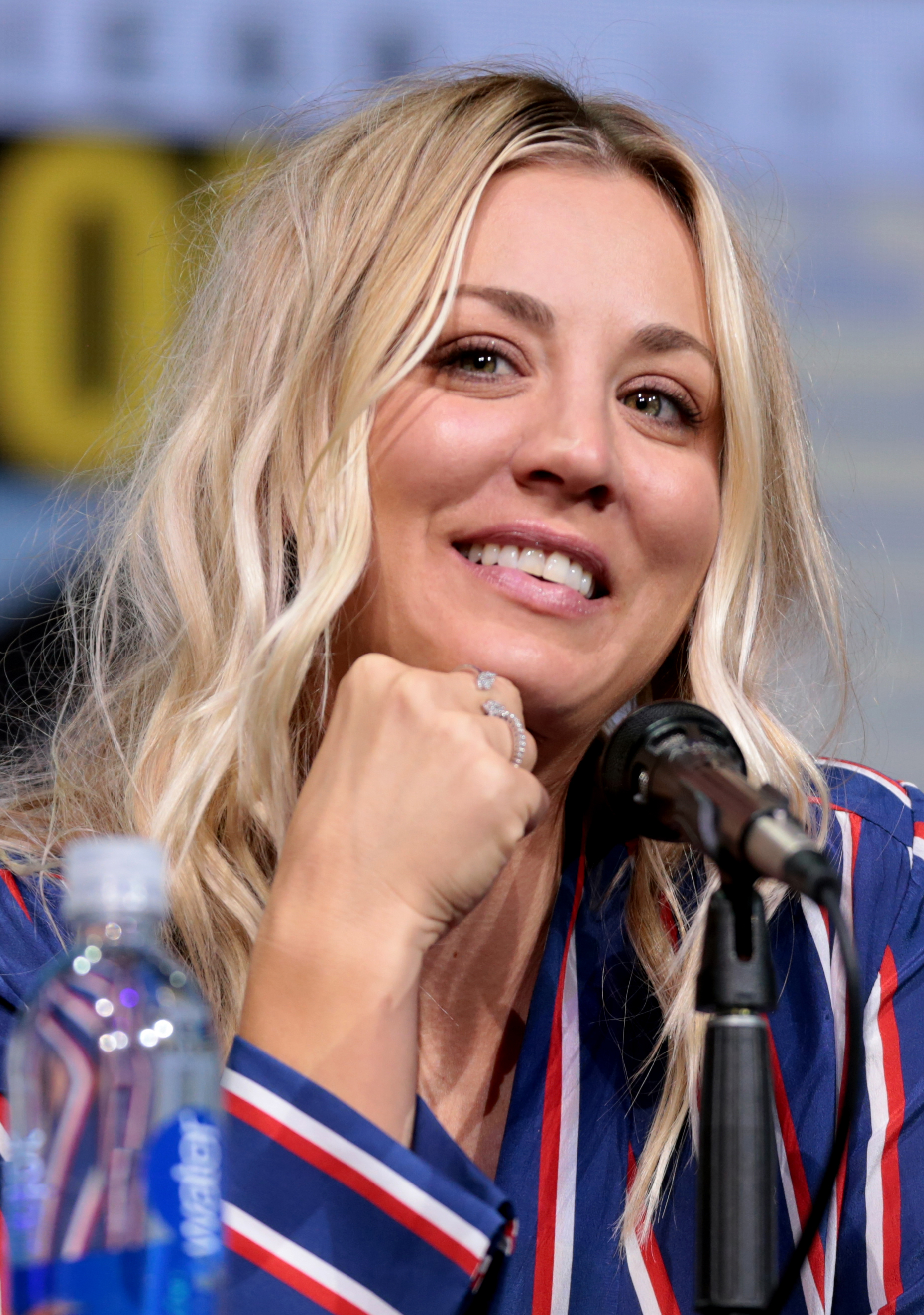
Kaley Cuoco interprète Cassie.
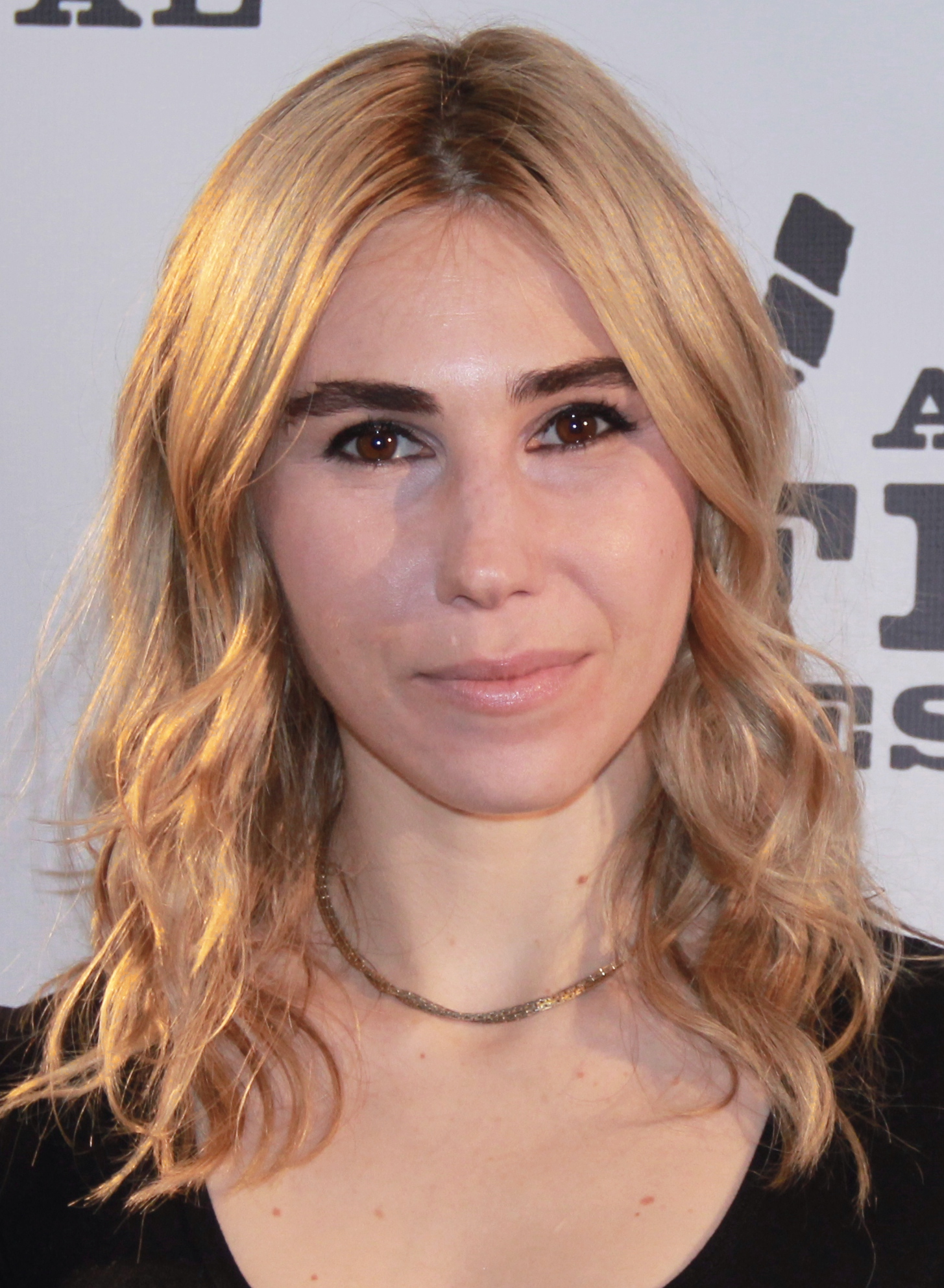
Zosia Mamet interprète Annie.
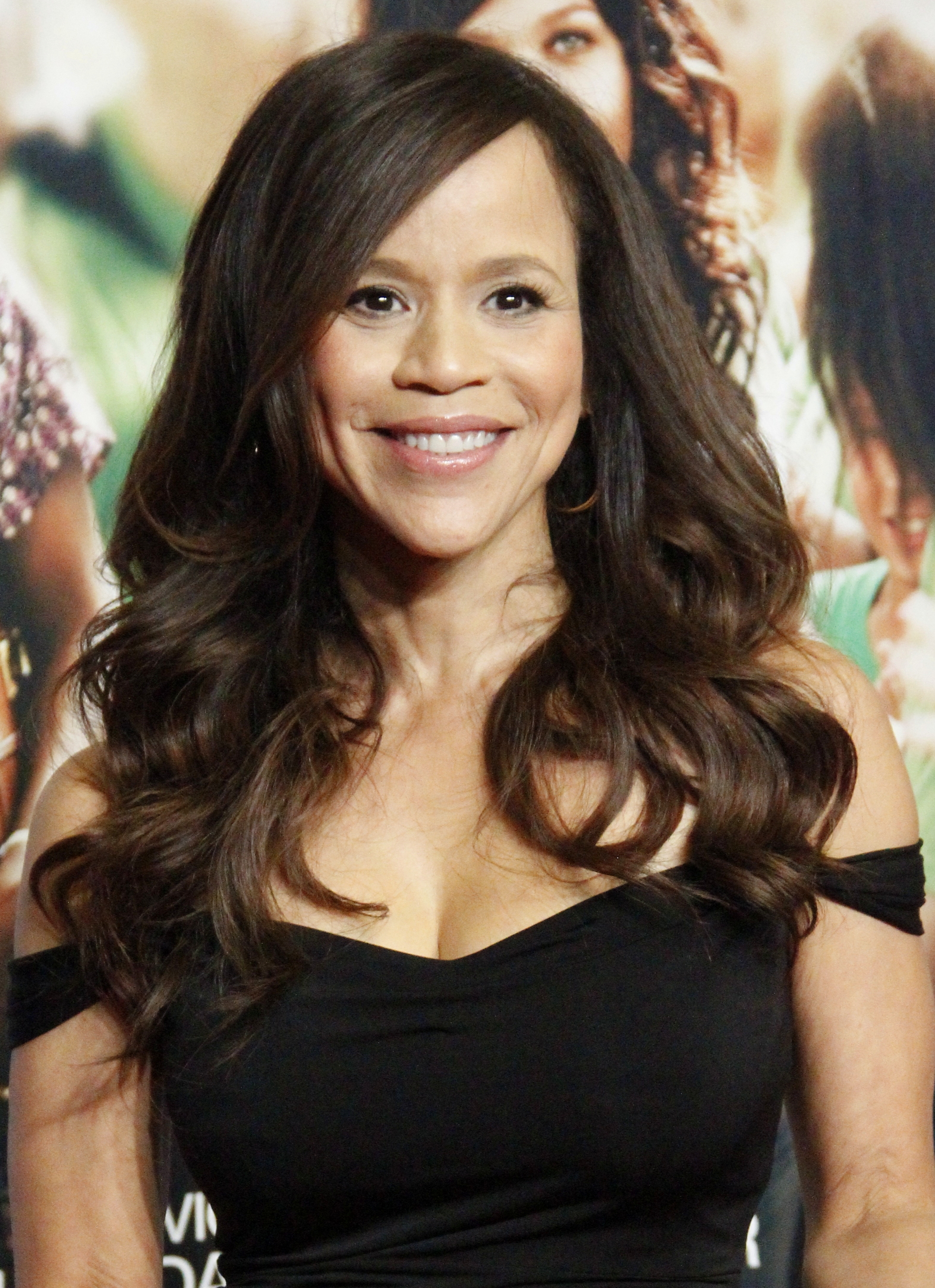
Rosie Perez interprète Megan.

Anciens acteurs principaux
- Michiel Huisman (VF : Marc Arnaud) : Alex Sokolov (saison 1)
- T. R. Knight (VF : Thierry Wermuth) : Davey Bowden (saison 1 - récurrent saison 2)
- Michelle Gomez (VF : Juliette Degenne) : Miranda Croft (saison 1 - invitée saison 2)
- Colin Woodell (VF : Grégory Quidel) : Buckley Ware (saison 1 - invité saison 2)
- Merle Dandridge (VF : Fily Keita) : Agent Kim Hammond (saison 1)
- Nolan Gerard Funk (VF : Thibaut Lacour) : Agent Van White (saison 1)

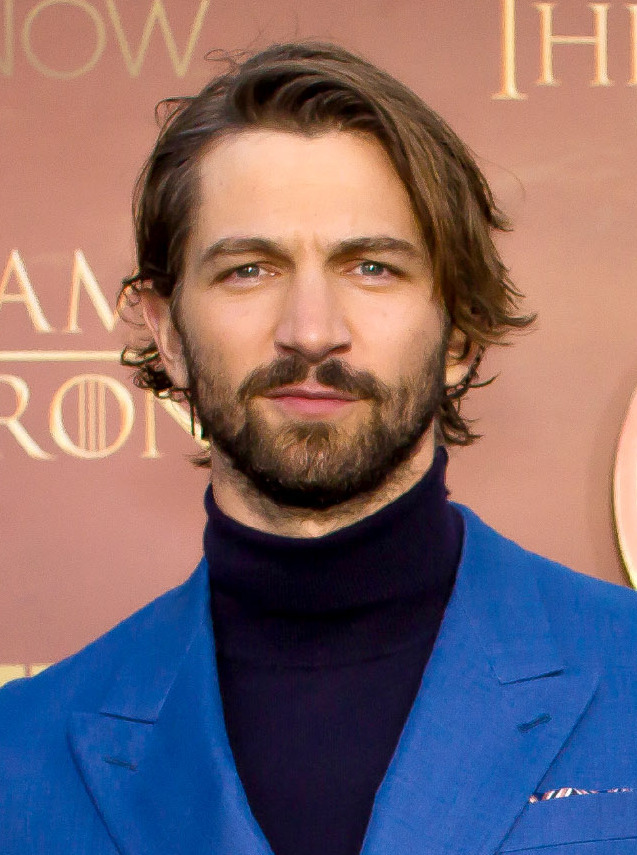
Michiel Huisman interprète Alex.
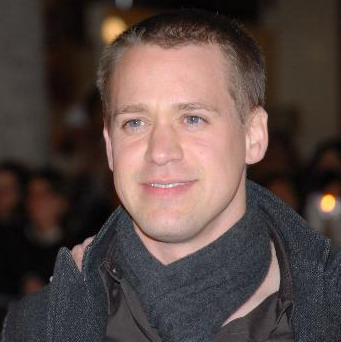
T. R. Knight interprète Davey.
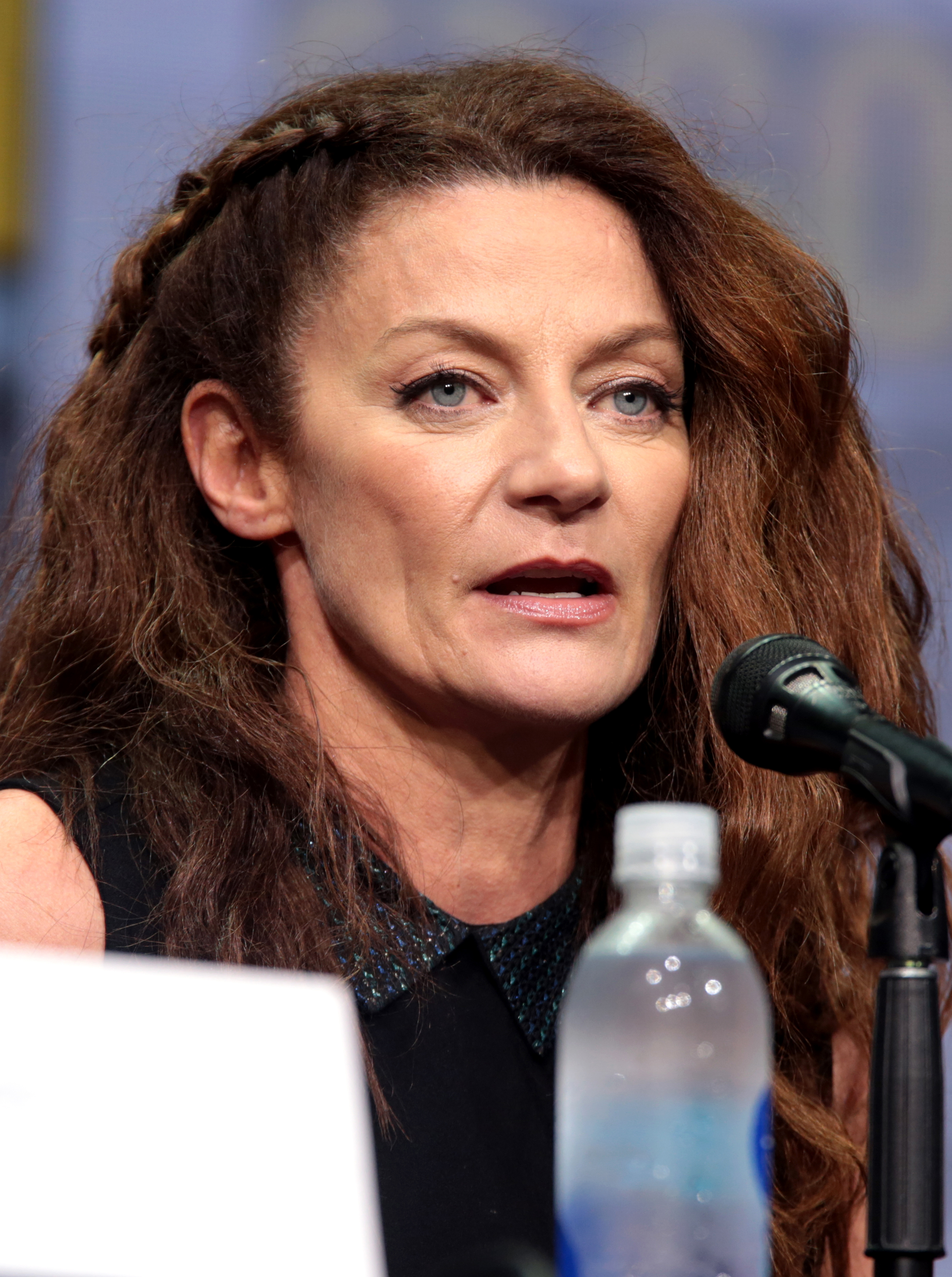
Michelle Gomez interprète Miranda.
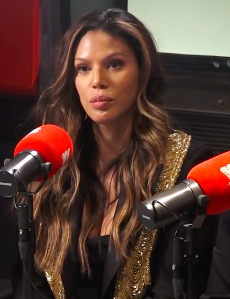
Merle Dandridge interprète Kim.
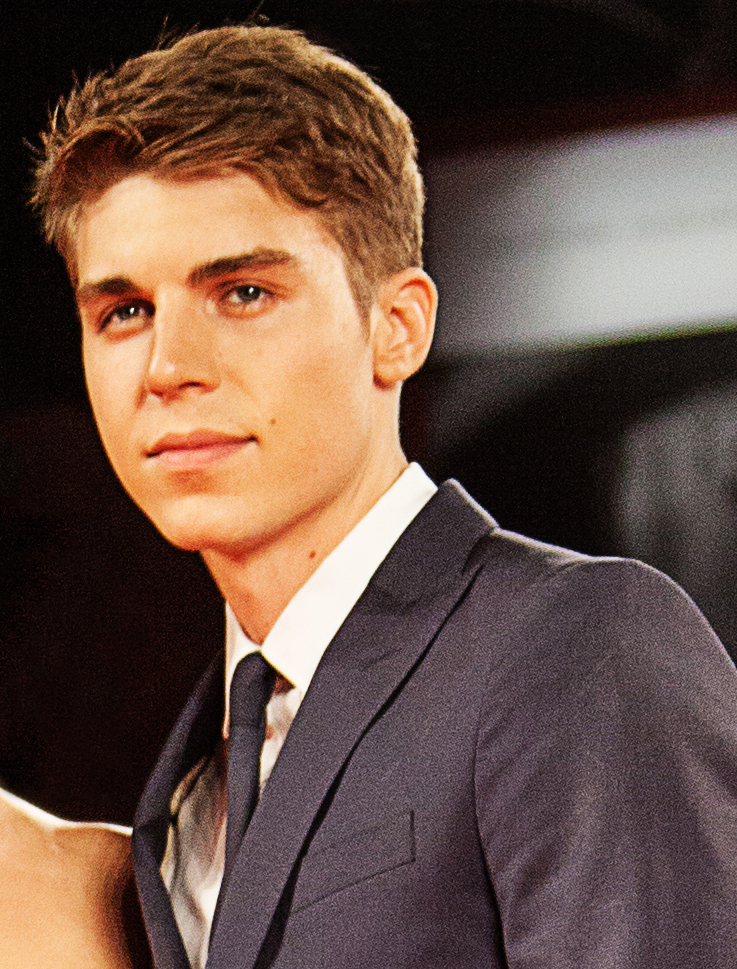
Nolan Gerard Funk interprète Van.

### Acteurs récurrents
Introduits dans la saison 1
- Bebe Neuwirth (VF : Martine Irzenski) : Diana Carlisle
- Yasha Jackson (VF : Déborah Claude) : Jada Harris
- Stephanie Koenig (VF : Pascale Mompez) : Sabrina Oznowich
- Jason Jones (en) (VF : Swan Demarsan) : Hank Bowden
- Audrey Grace Marshall (VF : Clara Quilichini) : Cassandra « Cassie » Bowden enfant
- Owen Asztalos (VF : Tom Trouffier) : Davey Bowden enfant
- Terry Serpico (VF : Franck Gourlat) : Bill Briscoe
- David Iacono (VF : Oscar Douieb) : Eli Briscoe
- Ritchie Coster (VF : Christian Gonon) : Victor
- Briana Cuoco (VF : Olivia Nicosia) : Cecilia

Introduits dans la saison 2
- Jessie Ennis (VF : Joséphine Ropion) : Jenny
- Mae Martin (VF : Chloé Berthier) : Grace St. James
- Margaret Cho : Charlie Utada
- Santiago Cabrera (VF : Anatole de Bodinat) : Marco
- Shohreh Aghdashloo (VF : Françoise Vallon) : Brenda
- Alanna Ubach (VF : Chantal Baroin) : Carol Atkinson
- Sharon Stone (VF : Micky Sébastian) : Lisa Bowden
- Version française :
  - Société de doublage : Deluxe Media Paris
  - Direction artistique : Barbara Tissier
  - Adaptation des dialogues : Mélanie de Truchis

 Source et légende : version française (VF) sur RS Doublage

## Production

### Développement
En 2017, la société de production de Kaley Cuoco, Yes, Norman Productions, obtient les droits d'adaptation du roman The Flight Attendant de Chris Bohjalian. Il est alors dévoilé que la société développe une adaptation sous forme de mini-série télévisée.
En juillet 2019, Greg Berlanti rejoint le projet en tant que producteur puis il est annoncé que la série sera diffusée sur le service HBO Max, qui était en développement à l'époque.
Le service fixe alors le lancement de la série au 26 novembre 2020 et dévoile qu'elle diffusera la série sur quatre semaines : les trois premiers épisodes le jour du lancement, suivi par deux épisodes les semaines du 3 et du 10 décembre 2020 puis l'épisode final le 17 décembre 2020. Finalement, le service lance le premier épisode en avant-première le 18 novembre 2020.
Le 18 décembre 2020, satisfait des résultats de la série, HBO Max décide d'abandonner le format de mini-série et annonce la commande d'une deuxième saison, dont la diffusion est prévue pour le 21 avril 2022.
Le 19 janvier 2024, la série est annulée.

### Distributions des rôles
Lors de l'annonce du projet, il est dévoilé que Kaley Cuoco incarnerait le rôle principal. En septembre 2019, Sonoya Mizuno rejoint la distribution, suivi par Michiel Huisman, Colin Woodell, Rosie Perez et Zosia Mamet le mois suivant. En novembre 2019, Merle Dandridge, Griffin Matthews et T. R. Knight rejoignent à leurs tour la distribution, suivi par Nolan Gerard Funk en décembre.
En février 2020, Bebe Neuwirth signe pour un rôle récurrent puis en août 2020, il est dévoilé que Michelle Gomez a été engagée pour remplacer Mizuno.
En septembre 2021, Mo McRae, Callie Hernandez, et Joseph Julian Soria (en) rejoignent la distribution principale de la deuxième saison, tandis que Cheryl Hines, Jessie Ennis, Mae Martin, Margaret Cho, Santiago Cabrera, et Shohreh Aghdashloo sont annoncés dans des rôles récurrents. En novembre 2021, Alanna Ubach rejoint la distribution récurrente de la série. En janvier 2022, Sharon Stone rejoint également la distribution récurrente de la série.

### Tournage
Le tournage de la série débute en novembre 2019 à Bangkok en Thaïlande avant de continuer à New York, notamment dans le comté de White Plains. En mars 2020, le tournage s'interrompt à cause de la pandémie de Covid-19 alors qu'il ne restait que trois épisodes à produire. Le tournage de ces épisodes débute fin août 2020 à New York.

### Fiche technique
- Titre original : The Flight Attendant
- Titre québécois : L'Agente de bord
- Développement : Steve Yockey, d'après le roman de Chris Bohjalian
- Décors : Sara K. White
- Costumes : Catherine Marie Thomas
- Casting : Beth Bowling et Kim Miscia
- Musique : Blake Neely
- Production : Erika Kennair, Jennifer Lence et Raymond Quinlan
- Producteurs délégués : Susanna Fogel, Sarah Schechter, Meredith Lavender, Marcie Ulin, Steve Yockey, Kaley Cuoco et Greg Berlanti
- Sociétés de production : Berlanti Productions, Yes, Norman Productions et Warner Bros. Television
- Sociétés de distribution : HBO Max (streaming, États-Unis) / Warner Bros. Television (globale)
- Pays d'origine :  États-Unis
- Langue originale : anglais
- Format : Couleur - 2.00:1 - 1080p (HDTV) - son Dolby Digital 5.1
- Genre : Comédie noire et thriller
- Durée : 45–48 minutes
- Public :
  -  États-Unis :  (interdit aux moins de 14 ans, contrôle parental obligatoire
  - France : Déconseillé aux moins de 12 ans.  Sauf indication contraire, les informations mentionnées dans cette section peuvent être confirmées par la base de données cinématographiques IMDb,  présente dans la section « Liens externes ».

## Épisodes

### Première saison (2020)
Cette première saison est composée de huit épisodes : le premier a été diffusé en avant-première le 18 novembre 2020, les suivants entre le 26 novembre et le 17 décembre 2020.
1. En cas d'urgence (In Case of Emergency)
2. Le Coup du lapin (Rabbits)
3. La Commémoration (Funeralia)
4. Du trafic dans l'air (Conspiracy Theories)
5. Le Prix à payer (Other People's Houses)
6. Après la nuit (After Dark)
7. Feliks (Hitchcock Double)
8. Tous les chemins mènent à Rome (Arrivals & Departures)

### Deuxième saison (2022)
Cette deuxième saison, composée de huit épisodes, est diffusée entre le 21 avril et le 26 mai 2022.
1. Berlin (Seeing Double)
2. Champignons, donuts, et nounours (Mushrooms, Tasers, and Bears, Oh My!)
3. Les Émojis (The Reykjavik Ice Sculpture Festival Is Lovely This Time of Year)
4. Miranda ex machina (Blue Sincerely Reunion)
5. Des femmes à la mer ! (Drowning Women)
6. Frère et sœur (Brothers & Sisters)
7. État de Grâce (Thrill Rides)
8. Les Vieux démons (Backwards and Forwards)

## Distinctions
Sauf indication contraire, les informations mentionnées dans cette section peuvent être confirmées par la base de données cinématographiques IMDb,  présente dans la section « Liens externes ».

### Nominations
- Critics' Choice Television Awards 2021 :
  - Meilleure série télévisée comique
  - Meilleure actrice dans une série télévisée comique pour Kaley Cuoco
- Golden Globes 2021 :
  - Meilleure série télévisée musicale ou comique
  - Meilleure actrice dans une série télévisée musicale ou comique pour Kaley Cuoco
- Writers Guild of America Awards 2021 : Prix de la nouvelle série télévisée
- Screen Actors Guild Awards 2021 : (résultats en attentes)
  - Meilleure distribution pour une série télévisée comique
  - Meilleure actrice dans une série télévisée comique pour Kaley Cuoco
- Golden Globes 2023 : Meilleure actrice dans une série musicale ou comique pour Kaley Cuoco